# Assaf Al-Qarni
Assaf Al-Qarni (2 aprile 1984) è un ex calciatore saudita, di ruolo portiere.

## Carriera

### Club
Comincia a giocare all'Al-Wahda. Nel gennaio 2006 viene prestato all'Al-Ahli. Nell'estate 2006 rientra dal prestito. Nel 2015 viene acquistato dall'Al-Ittihad.

### Nazionale
Ha debuttato in Nazionale il 5 dicembre 2005, nell'amichevole Iraq-Arabia Saudita (5–1). Ha partecipato, con la Nazionale, alla Coppa d'Asia 2007.